# Ektoderm
Das Ektoderm (von altgriechisch ἐκτός ektós „außen“ und δέρμα dérma „Haut“) ist das obere oder erste Keimblatt des Embryoblasten. Es ist die nach der Gastrulation außen liegende Zellschicht. Das primitive Ektoderm bringt durch den Vorgang der Neurulation (dem Beginn der Entwicklung des Nervensystems) das embryonale Mesoderm hervor (Primitivstreifen).
Aus dem ektodermen Keimblatt bilden sich:
- Epidermis und daraus gebildete Hautdrüsen, Haare, Krallen, die epitheliale Auskleidung von Vorder- und Enddarm, das Epithel der Epiphyse und der Hypophyse
- Nervensystem und Nebennierenmark
- Sinnesorgane einschließlich der Sinnesorgane der Epidermis, die Hornhaut und Linse des Auges
- Zähne, speziell der Zahnschmelz